# Oberverwaltungsgericht der Freien Hansestadt Bremen
Das Oberverwaltungsgericht der Freien Hansestadt Bremen ist das Oberverwaltungsgericht (OVG) des gleichnamigen Bundeslandes und bildet die Spitze der Verwaltungsgerichtsbarkeit dieses Landes.

## Geschichte, Gerichtssitz und -bezirk

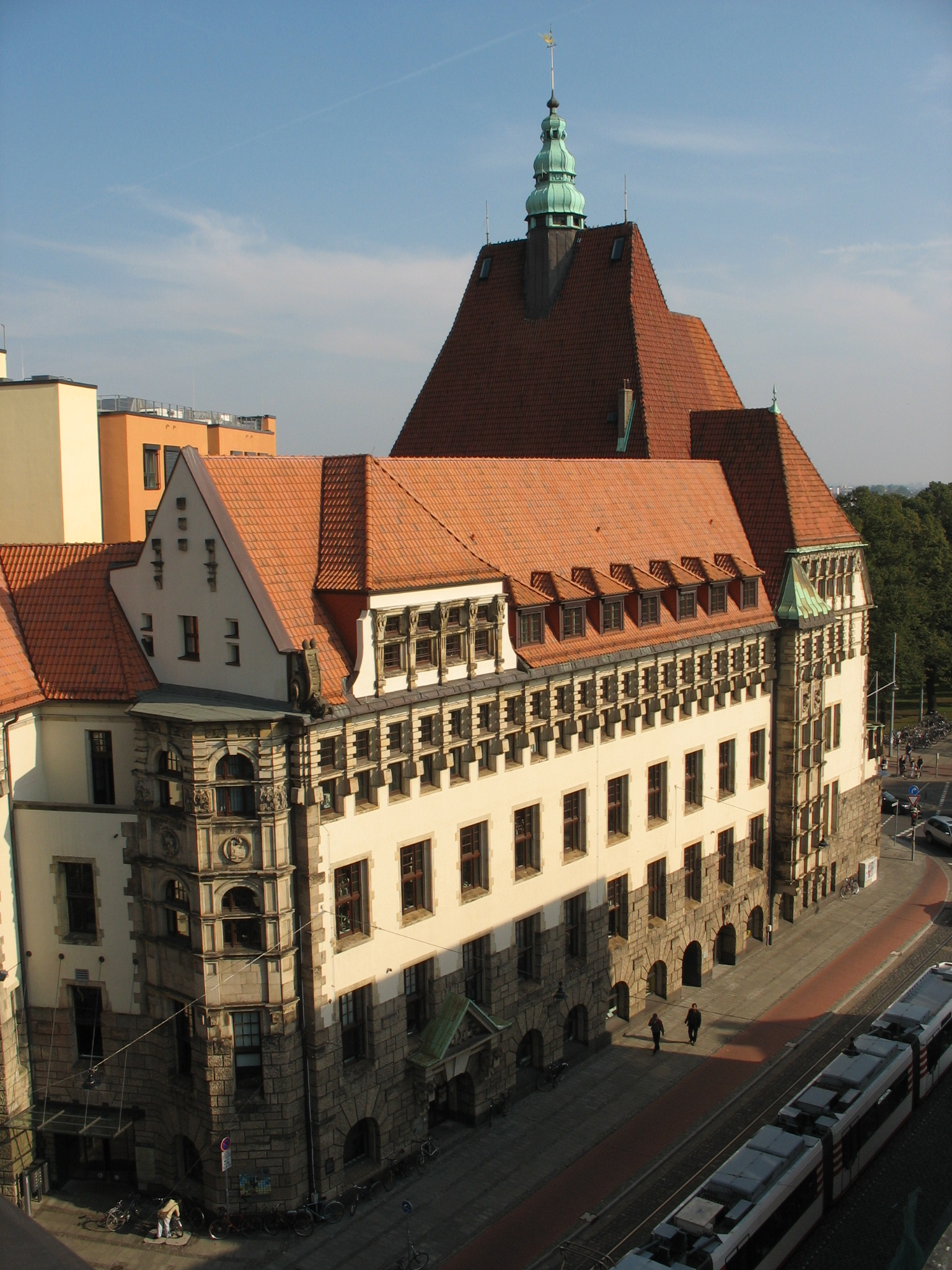
Ehemaliges Polizeihaus

Das OVG Bremen hat seinen Sitz in Bremen. Gerichtsbezirk ist das gesamte Gebiet des Landes Bremen. In dem somit 419 km² großen Gerichtsbezirk leben mehr als 663.000 Menschen.
Die Anschrift des OVG Bremen lautet: Oberverwaltungsgericht der Freien Hansestadt Bremen, Fachgerichtszentrum Bremen, Am Wall 198, 28195 Bremen. Das  Fachgerichtszentrum ist im ehemaligen Polizeihaus untergebracht.
Von 2008 bis 2019 stand mit Ilsemarie Meyer erstmals eine Frau an der Spitze des Gerichts.

## Leitung
- 1953–1964: Bernhard Hinrichs (* 4. September 1903)
- 1964–1966: Erich Görner
- Ab 1. März 1965: Conrad Kirchmeyer (* 25. Mai 1908)
- Ab 1. Juni 1973: Werner Lang (* 14. Dezember 1913)
- Ab 1. Juni 1978: Günter Pottschmidt (* 22. März 1937)
- 2002–2008: Matthias Stauch (* 14. Juli 1951)
- 2008–2019: Ilsemarie Meyer (* 27. März 1953)
- Seit 1. Juli 2019: Peter Sperlich (* 1965)

## Organisation und Geschäftsverteilung
Zurzeit (2015) bestehen am OVG Bremen zwei Senate mit je drei Berufsrichtern. Daneben bestehen Fachsenate für Disziplinar- sowie Personalvertretungssachen. Präsident des OVG Bremen ist Peter Sperlich, Vizepräsident ist Christian Maierhöfer.
2015 waren 14 Mitarbeiter beim Oberverwaltungsgericht Bremen beschäftigt.

## Instanzenzug
Das OVG Bremen ist dem Bundesverwaltungsgericht untergeordnet. Nachgeordnet ist das Verwaltungsgericht der Freien Hansestadt Bremen.

## Geschichte
In Bremen wurden Verwaltungsgerichte erst spät errichtet. Bremen war in der Weimarer Republik das letzte Land, welches 1924 ein Verwaltungsgericht einführte. Zunächst war dieses erst- und letztinstanzlich zuständig. Erst mit Gesetz vom 14. September 1933 wurde ein Oberverwaltungsgericht errichtet.
Da der Nationalsozialismus die Bedeutung der Verwaltungsgerichtsbarkeit generell erheblich einschränkte, erhielt das OVG zunächst keine größere Bedeutung. Nach dem Zusammenbruch des NS-Staates wurde die Tätigkeit des OVG – wie jedes anderen Gerichtes – vorerst beendet. Mit dem Gesetz über die Verwaltungsgerichtsbarkeit vom 1. Februar 1946, das aufgrund einer Verordnung des Senats vom 11. Juli 1946 am 16. Juli 1946 in Kraft trat, wurde das Verwaltungsgericht neu errichtet. Bremen war somit das erste Land im Gebiet der späteren Bundesrepublik Deutschland, welches wieder über eine Verwaltungsgerichtsbarkeit verfügte. Mit dem Gesetz über die Verwaltungsgerichtsbarkeit vom 5. August 1947 wurde wie in den anderen Ländern der amerikanischen Zone ein Verwaltungsgerichtshof als zweite Instanz geschaffen. Dieser erhielt 1960 im Zusammenhang mit der bundeseinheitlichen Verwaltungsgerichtsordnung wieder den Namen Oberverwaltungsgericht.
Für Verfahren in Angelegenheiten der Grundsicherung für Arbeitsuchende und der Sozialhilfe, für die seit 2005 an sich nicht mehr die Verwaltungs-, sondern die Sozialgerichtsbarkeit zuständig war, wurden aufgrund einer bundesrechtlichen Öffnungsklausel besondere Senate für Sozialgerichtssachen eingerichtet, da die Sozialgerichtsbarkeit Bremens personell nicht auf die zusätzlichen Fälle ausgelegt war. Da das Bundesrecht eine solche Regelung nur befristet ermöglichte, waren diese Senate ab 2009 nur noch für bereits anhängige Fälle zuständig und existieren heute nicht mehr.

## Entscheidungen des OVG Bremen
Entscheidungen des OVG können auf der Website des Gerichts online eingesehen werden. Im Übrigen werden sie in der Zeitschrift für Öffentliches Recht in Norddeutschland (NordÖR) oder anderen Fachzeitschriften veröffentlicht.